# Université eurasienne de Bakou
L'université eurasienne de Bakou est un établissement d'enseignement supérieur privé à Bakou, en Azerbaïdjan.

## Histoire
L'université eurasienne de Bakou a été fondée en 1992.

## Facultés
- Philologie
- Organisation du travail touristique
- tourisme et l'hospitalité
- Commercial
- Administration publique
- Économie
- Politique macroéconomique
- Finance
- Administration des affaires
- Commercialisation
- Comptabilité
- Études régionales et économie[1]